# قلعه‌دیزه
قلعه دیزه یا قلادزه (به عربی: قَلَدُز) شهری در کردستان عراق در شرق هولیر ( اربیل ) و رانیه و کوی و شمال سلیمانیه واقع شده‌است.
این شهر در همسایگی با شهر سردشت آذربایجان غربی و کردستان ایران واقع شده ‌است. فاصله قلادزه با سردشت از طریق مرز زمینی کیله ۳۵ کیلومتر است .
قلادزه از شمال غرب با شهر رواندوز و دیانا و چومان همسایه ‌است.در شمال شهر قلادزه کوه‌های قندیل قرار دارند.
از عشایر و ایل‌های مهم این منطقه می‌توان منگور، پژدری، میراودلی و بریاجی وگورکی
را نام برد. عده ای از مردم مرسنه نیز در این شهر وجود دارد مکان‌های دیدنی این شهر شامل ان از جولانان هناروک و این شهر یه شهرک بیوران نیز نزدیک است.

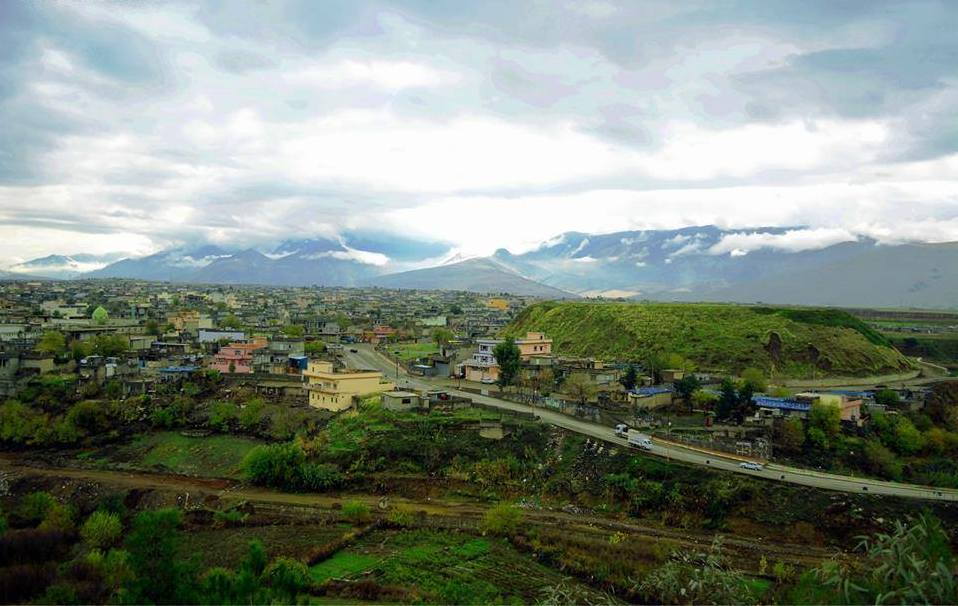
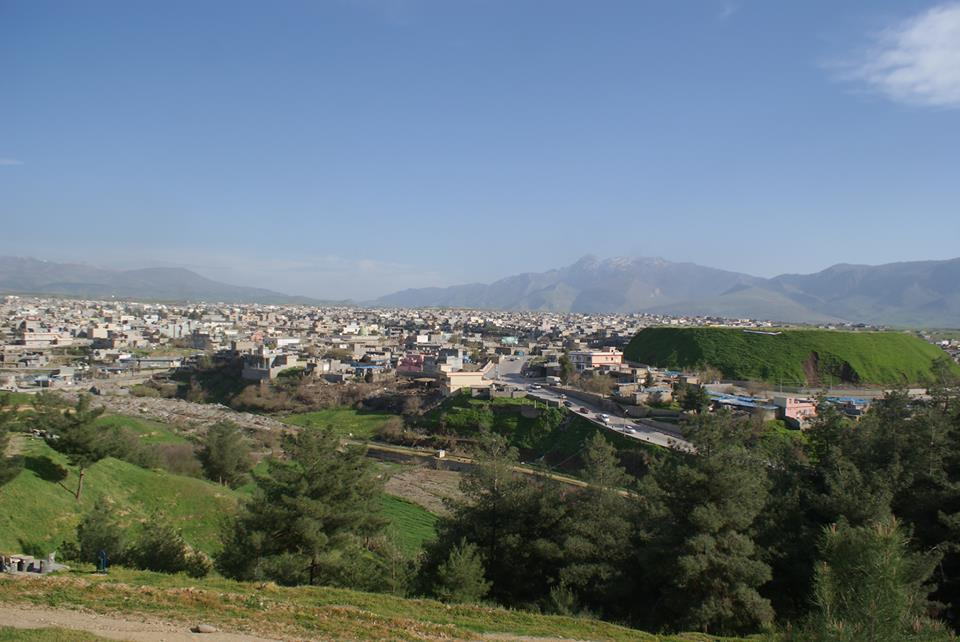
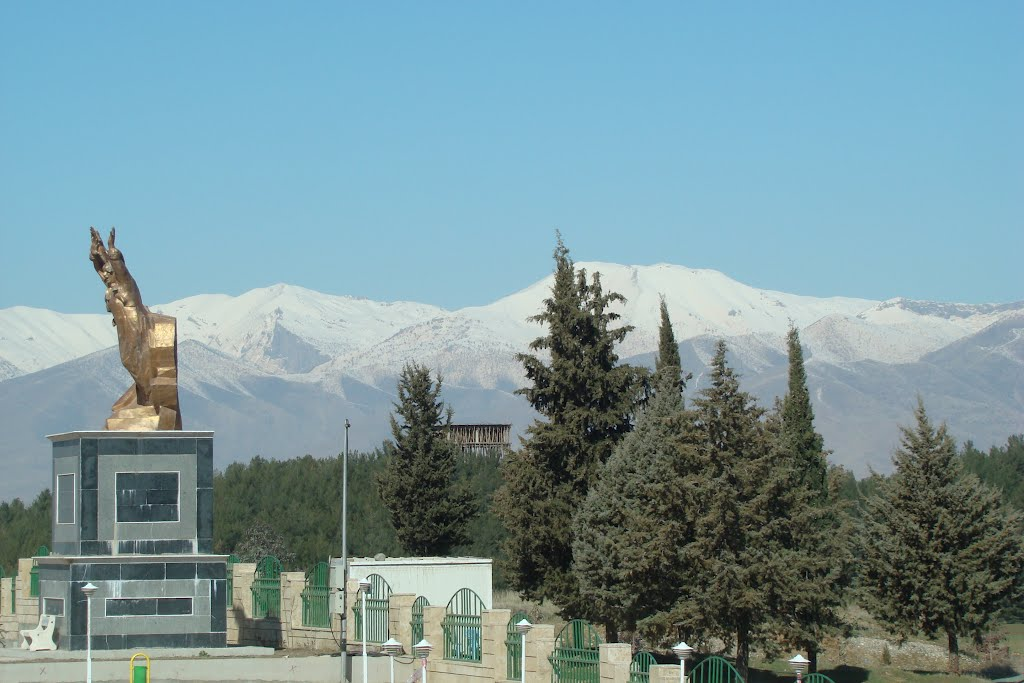
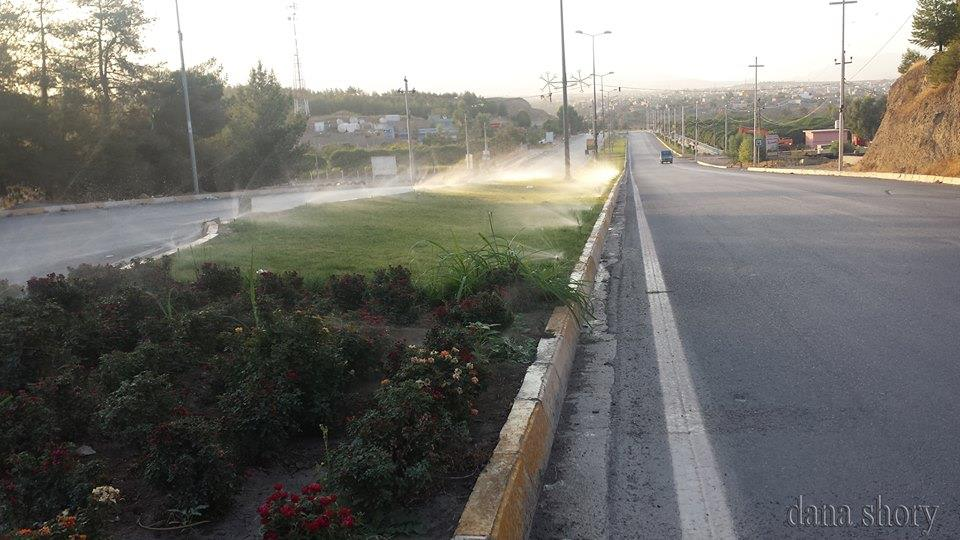
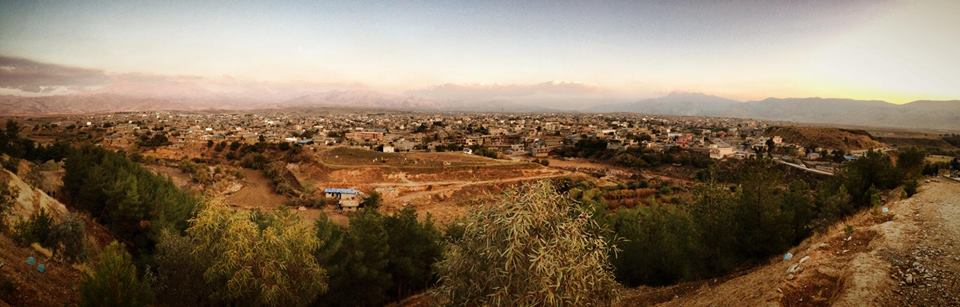
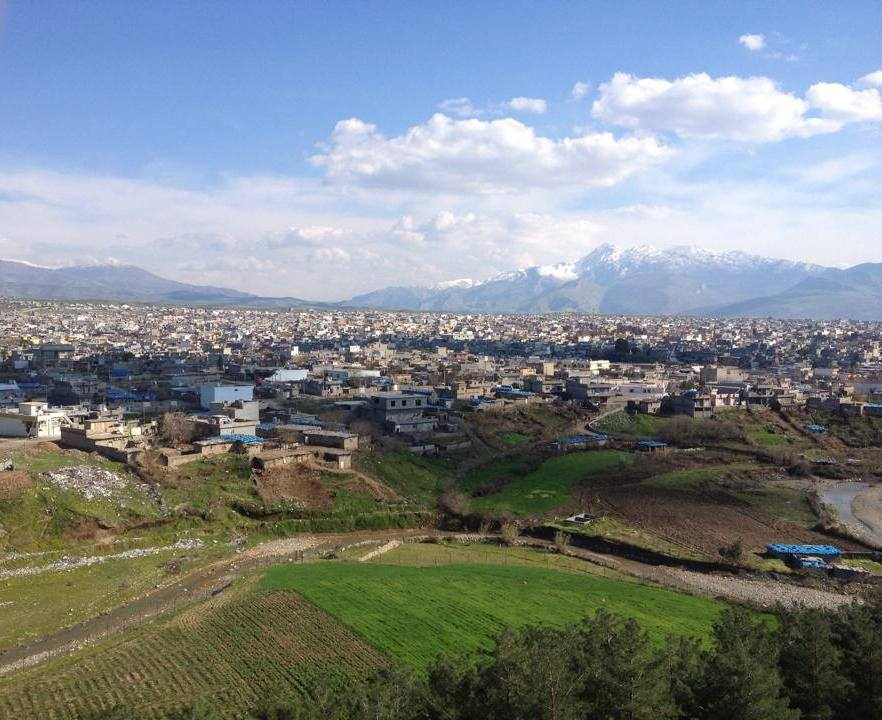
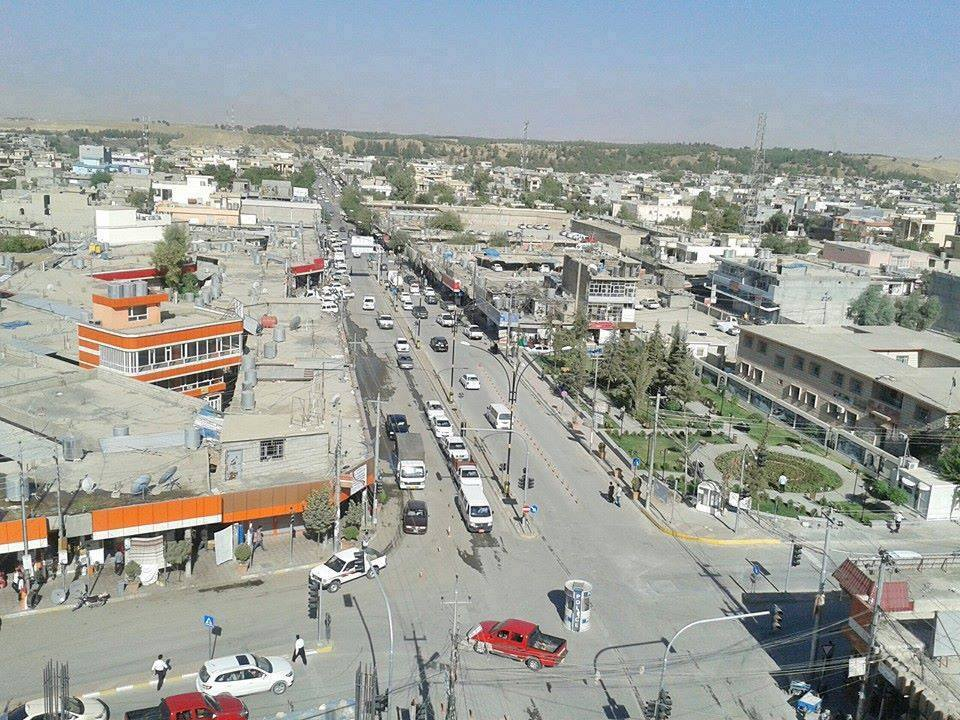